# Wolf Klaußner
Wolf Klaußner, bürgerlich Wolfgang Klaußner, (geboren am 3. Oktober 1930 in Lichtenau (Mittelfranken); gestorben am 3. April 2005) war ein deutscher Schriftsteller.

## Leben
Klaußners Vater war Schulrektor in Lichtenau, wo Klaußner auch aufwuchs. Er besuchte das Humanistische Gymnasium in Ansbach und Nürnberg, studierte Anglistik in Erlangen und München und arbeitete als Lehrer und Übersetzer. Mit 18 Jahren begann er Prosa zu schreiben. Sein Thema war unter anderem die Entstehung des Faschismus auf dem Lande.
Er erhielt den Europäischen Jugendbuchpreis und 1997 den „Meistersingerbrief“ des Werkkreis Literatur der Arbeitswelt. Seit dem 1. Mai 2001 war er Mitglied des Pegnesischen Blumenordens.

## Bibliografie
Belletristik und Essay
- Die Hochzeit des Origenes. Roman. Merlin, Hamburg 1973, ISBN 3-87536-037-0.
- Aktennotiz. Erzählung. Verlag Atelier Paysage, Karlsruhe 1976, ISBN 3-921596-00-9.
- Wolf von Lichtenau. Jugendbuch. Brunner Verlagsgesellschaft, Nürnberg-Brunn 1976, ISBN 3-88194-002-2.
- Jüppa und der Zigeuner. Jugendbuch. Sauerländer, Aarau u. a. 1979, ISBN 3-7941-1975-4. 2., erweiterte Auflage 1980, ISBN 3-7941-2149-X.
- Nachbarschaft. Martin Klaußner, Fürth 1981, ISBN 3-88401-010-7.
- Biographische Belustigungen. Martin Klaußner, Fürth 1982, ISBN 3-88401-017-7.
- Mensch & Bier : Ein kulturgeschichtlicher Bierroman. Hersbrucker Bücherwerkstätte, Hersbruck 1985.
- Lockwood. Roman. Merlin, Gifkendorf 1986, ISBN 3-87536-183-0.
- Die Lettern des Herrn Corvinus. Original Hersbrucker Bücherwerkstätte, Hersbruck 1987.
- Mittelfränkisches Märtyrertreffen. Mit 17 Scherenschnitten von Günther Stiller. Merlin, Gifkendorf 1990, ISBN 3-926112-12-3.
- Zum Grünen Baum. Erzählungen. Edition M & N, Dillenburg 1991, ISBN 3-928796-00-3.
- Lebensläufe. Merlin, Gifkendorf 2000, ISBN 3-87536-210-1.
- Klüspies auf Blaiberg. Roman. Stutz, Passau 2010, ISBN 978-3-88849-142-9.

Sachliteratur
- mit Lajos Keresztes: Frankenbuch : Einsichten in eine Landschaft. Bildband mit Texten von Klaußner. Oberfränkische Verlags-Anstalt, Hof 1979, ISBN 3-921615-25-9.
- Wilhelm Doni und Hermann Glaser: Nürnberg-Buch : Einer Stadt zu Ehren. Germania Buch- und Zeitschriften, Nürnberg 1983, ISBN 3-923917-00-7.

Übersetzungen
- Louisa May Alcott: Die Tantenburg oder Sieben Vettern und eine Base. Sauerländer, Aarau u. a.  1966.
- Edith M. Almedingen: Die Ritter von Kiew. Sauerländer, Aarau u. a. 1967.
- Bil Gilbert: Wie Tiere sich verständigen. Sauerländer, Aarau u. a. 1968.
- Arthur Ransome: Im Schwalbental. Sauerländer, Aarau u. a. 1968.
- Henry Treece: Der letzte Wiking. Sauerländer, Aarau u. a. 1969.
- Cynthia Voigt: Auf dem Glücksrad. Sauerländer, Aarau u. a. 1992, ISBN 3-7941-3539-3.
- Cynthia De Felice: Wiesel. Sauerländer, Aarau u. a. 1993, ISBN 3-7941-3655-1.
- Joan Lingard: Kies und Klamotten. Sauerländer, Aarau u. a. 1993, ISBN 3-7941-3611-X.
- Wendy Robertson: Ich mag es, wenn du rot wirst. Aare, Aarau u. a. 1994, ISBN 3-7260-0410-6.